# Maria Mortatti
Maria do Rosário Longo Mortatti, também conhecida como Maria do Rosário Mortatti Magnani ou Maria Mortatti (Araraquara, 6 de novembro de 1954) é pesquisadora, educadora, escritora e poeta brasileira, conhecida por sua atuação no campo da educação, da alfabetização e da literatura. 

## Biografia
Atualmente, é professora titular da Universidade Estadual Paulista (Unesp), no campus de Marília (SP), onde integra o corpo docente do Programa de Pós-Graduação em Educação. É também Presidente Emérita da Associação Brasileira de Alfabetização (ABAlf) e ex-diretora da União Brasileira de Escritores (UBE). Maria Mortatti é vencedora do Prêmio Jabuti (2012), na categoria Educação, pelo livro Alfabetização no Brasil: uma História de sua História.
Sua trajetória acadêmica é marcada por diversas contribuições à História da Educação, à Alfabetização e ao ensino de Língua Portuguesa e Literatura. Sua atuação profissional inclui contribuições para o debate sobre os problemas e desafios da educação no Brasil, a formação de leitores e a produção literária.

## Formação acadêmica
Maria do Rosario Longo Mortatti iniciou sua formação em Araraquara, onde cursou, entre 1961 e 1971, o primário, o ginasial e o colegial e em 1975 concluiu o curso de Letras na Faculdade de Filosofia Ciências e Letras de Araraquara (incorporada à Unesp em 1976). Posteriormente, ingressou na Universidade Estadual de Campinas (Unicamp), na qual realizou o mestrado em Educação (1980-1987), sob orientação de Joaquim Brasil Fontes Júnior, com a dissertação Leitura, Literatura e escola: Subsídios para uma Reflexão sobre a Formação do Gosto, resultante de pesquisa sobre literatura infantil e juvenil e a formação do gosto literário.
Na Unicamp, também concluiu o doutorado em Educação (1989-1991), orientada por João Wanderley Geraldi. Na tese intitulada Em Sobressaltos, em que aborda a formação de professores e o ensino de língua e literatura de um ponto de vista histórico e por meio de pesquisa qualitativa, seus interesses de pesquisa passam a envolver também a história da educação. Em 1997, obteve o título de livre-docente pela Unesp, com a tese Os Sentidos da Alfabetização: São Paulo – 1876/1994, em que analisa os métodos e materiais utilizados na alfabetização escolar no Brasil em um contexto histórico, caracterizando-se, nas palavras da educadora Magda Soares, na apresentação do livro Os Sentidos da Alfabetização: São Paulo - 1876/1994 como: “fonte das fontes (...) que encabeçaria a lista de um cânone das obras fundamentais” sobre história da alfabetização no Brasil.

## Carreira docente e acadêmica
Sua carreira docente teve início na rede pública e particular de ensino no estado de São Paulo, lecionando Língua Portuguesa e Literatura e atuando como coordenadora pedagógica, entre 1978 e 1991. A experiência no ensino básico foi fundamental para sua compreensão dos desafios da alfabetização, do ensino de língua e literatura e da formação de leitores.
Em 1991, iniciou sua carreira como docente universitária na Unesp, inicialmente no câmpus de Presidente Prudente, e, posteriormente, no de Marília. Neste câmpus, desenvolve projetos de pesquisa, ministra aulas no curso de Pedagogia e orienta pesquisas, contribuindo para a formação de professores e pesquisadores. Também realiza atividades de extensão universitária, por meio de conferências e palestras, entrevistas, aulas públicas e publicações de divulgação científica e literária.
Em 1994, criou o Grupo de Pesquisa História da Educação e do Ensino de Língua e Literatura no Brasil (GPHEELLB), vinculado à Unesp, do qual é líder desde então. Em 2010, durante do I Seminário Internacional sobre História do Ensino de Leitura e Escrita, promovido pelo GPHEELLB e realizado na Unesp, câmpus de Marília, propôs a criação da Associação Brasileira de Alfabetização (ABAlf), fundada em 2012, da qual foi a primeira presidente.

## Linhas de pesquisa
Seu trabalho acadêmico é organizado em linhas de pesquisa, que refletem a diversidade de sua produção e seus interesses intelectuais e científicos, com ênfase na abordagem histórica, lastreada em fontes documentais e bibliográficas, visando a contribuir para a compreensão dos desafios do presente e perspectivas para o futuro. São elas: Educação e Literatura, Alfabetização, Ensino de Língua Portuguesa e Literatura, Literatura Infantil e Juvenil,
Formação de Professores,
Memória e História da Educação.

## Carreira literária
Iniciou sua carreira literária em 1978, com a premiação de um poema no concurso Cena Brasileira, realizado pela Fotóptica e Livraria Brasiliense (SP). Em 1998, obteve o 1º. lugar no Concurso de Poesia das Faculdades Miguel Mofarrej (Ourinhos – SP). Em 2019, iniciou a publicação de obras literárias com o livro Breviário Amoroso de Sóror Beatriz, reunião de poemas escritos nas décadas anteriores. Desde então, vem escrevendo e publicando regularmente livros de poemas e crônicas, os quais assina como Maria Mortatti.

## Obras publicadas
É autora de vasta produção bibliográfica, incluindo livros, capítulos, artigos acadêmicos e livros de poemas, contos e crônicas.
Entre os livros científicos, destacam-se:
- Leitura, Literatura e Escola: a Formação do Gosto (1ª. ed. 1989; 2ª. ed. ampl., 2001)[24][25]
- Em Sobressaltos: Formação de Professora (1ª. ed. 1993; 3ª. ed. ver. e ampl., 2019)[26]
- Alfabetização no Brasil: Uma História de Sua História (2011) – vencedora do 54º Prêmio Jabuti na categoria Educação em 2012.[27][28][6]
- Clássicos Brasileiros sobre Literatura Infantil (1943 – 1986) (2020).[29]

No campo literário, tem publicado livros de poemas, contos e crônicas que exploram temas como o amor, a mulher e a relação com os livros e autores. Entre suas obras literárias, incluem-se:
- Breviário Amoroso de Sóror Beatriz – poemas (2019).[23]
- A trilogia Essa Mulher: Mulher Emudecida - contos (2021),[30] Mulher Umedecida – poemas (2020; 2a. ed. revista e ampliada, 2021),[31] e Mulher Enlouquecida – poemas (2023).[32]
- O Primeiro Livro de Arthur – crônicas (2022).[33]
- Amor a Quatro Mãos – poemas (2022).[34]
- Prosa de Leitora: sobre Livros, Autores e Outros Acepipes – crônicas, Volume 1 (2023) Volume 2 (2024).[35][36]
- Mulher Qualquer, Mulher – poemas (2024).[37][36]

## Prêmios e reconhecimentos
Além do impacto acadêmico e científico de sua produção bibliográfica, Maria do Rosario Longo Mortatti recebeu diversos prêmios e homenagens ao longo de sua carreira, incluindo:
- 54º Prêmio Jabuti (Educação, 2012), da Câmara Brasileira do Livro, pelo livro Alfabetização no Brasil: uma história de sua história (obra coletiva). O Prêmio Jabuti é um dos  mais importantes reconhecimentos literários do Brasil.[38]
- Finalista do 57º Prêmio Jabuti (Educação e Pedagogia, 2015), da Câmara Brasileira do Livro, com História do ensino de leitura e escrita: métodos e material didático (obra coletiva).
- Título de Presidente Emérita da ABAlf (2015)
- Prêmio literário Cena Brasileira, concedido pela Fotóptica e Livraria Brasiliense, em 1978.

## Contribuições para a história da alfabetização
Maria Mortatti tem tido papel importante na proposição de debates sobre os campos científicos em que atua como pesquisadora, em especial na história da alfabetização no Brasil. Suas obras e pesquisas, que buscam não apenas compreender os processos históricos de ensino, mas também propor caminhos para a melhoria da prática educativa, da formação docente e divulgação científica e literária, são amplamente reconhecidas na comunidade científica e acadêmica. Por seu trabalho está entre os 100 principais pesquisadores do Brasil nas áreas de História, Filosofia e Teologia, de acordo o AD Scientific Index